# Freemake Audio Converter
Freemake Audio Converter es un convertidor de audio desarrollado por Ellora Assets Corporation. El programa es usado para convertir diferentes formatos de audio, unir archivos de audio y extraer el audio de los archivos de vídeo. 
En la versión 1.0.0 no tiene apoyo para el grabado de CDs.

## Características
Freemake Audio Converter acepta alrededor de 40 formatos de audio como por ejemplo: MP3, WMA, WAV, FLAC, AAC, M4A, Ogg, AMR, AC3, AIFF. Además convierte los formatos de audio MP3, WMA, WAV, FLAC, AAC, M4A y OGG para después escucharlos en los portátiles multimedia como Zune, Coby, SanDisk Sansa, iRiver, Walkman, Archos, GoGear.
El convertidor de audio convierte el propio archivo de audio en formatos MRA y M4A para los dispositivos de Apple, que son agregados automáticamente a iTunes. Freemake Audio Converter cuenta con una herramienta llamada "conversión por lotes de audio" en el que convierte varios archivos a la vez. Cuenta con una utilidad que ajusta las diferentes propiedades de la salida de audio y es mostrada de acuerdo a los ajustes seleccionados.
La utilidad es capaz de extraer los formatos como: DVD, MP4, AVI, MPEG, H.264, MKV, DivX, MOV, WMV, VOB, 3GP, RM, FLV. 
Freemake video converter está basado en Windows media player de Microsoft Windows.

## Controversia de licencias
Los desarrolladores de FFmpeg se han quejado del uso que hace freemake sobre ffmpeg, el cual hace uso de código fuente con licencia GPL.